# Bitjus
Bitjus (bolgarsko Битюс, Bitjus, grško starogrško Biθύας, Bitías, latinsko Beitis ali Bitias) je bil sin kralja Kotisa II. in  približno od leta 140 do 120 pr. n. št. kralj tračanskega Odriškega kraljestva,  * ni znano, † ni znano.
Plutarh piše, da je njegov oče v bitki pri Pidni leta 168 pr. n. št. poveljeval kontingentu tračanskih vojakov, zaveznikov makedonskega kralja Perzeja.  Rimska vojska je izgubila bitko s Tračani in premagala Makedonce. Kotisa so v verigah poslali v Rim. Zaslišali so ga pred Senatom in ga osvobodili pod pogojem, da vrne plen in izpusti iz ujetništva rimske vojake in častnike, ki jih je zajel v bitki pri Pidni. Odriško kraljestvo in Rim sta nato vzpostavila uradne odnose. 
Po nekaterih podatkih je bil sin kralja Kotisa IV..